# 花村菊江
花村 菊江（はなむら きくえ、本名：伊藤 幸子（いとう さちこ）、1938年5月20日 - 2011年9月29日）は、かつて日本コロムビアに所属していた日本の演歌歌手。夫は元プロ野球選手の伊藤幸男。

## 経歴・人物
東京府出身。1955年（昭和30年）に第6回コロムビア全国歌謡コンクールで入賞し、コロムビア専属歌手になり、翌1956年（昭和31年）に「いつも貴方のことばかり」でデビュー。1957年（昭和32年）の「花の奴さん」が初ヒットを記録すると、1960年（昭和35年）に発売された「潮来花嫁さん」が大ヒットして、その年のNHK紅白歌合戦に初出場を果たす。翌年も出場（詳細は下記参照）。
2000年には新曲「潮来母情」を発売。
2005年10月、茨城県潮来市前川あやめ園の三角ポケット公園に「潮来花嫁さん」の記念碑が建てられた。
2011年6月12日、潮来市にて東日本大震災のチャリティーコンサートを開催。「潮来花嫁さん」「潮来の雨」などを披露して健在ぶりを示したが、その約3ヶ月後の同年9月29日にくも膜下出血のため東京都世田谷区の病院で死去。73歳没。潮来市の柗田千春市長は「潮来を心から愛していた花村様を失い、市民にとっても大きな悲しみとなります」とコメントした。没後の2011年12月11日に潮来市と水郷潮来観光協会の主催で『ありがとう菊江さん――花村菊江さん感謝の会』が開催されている。

## 代表曲
- 花の奴さん
- 潮来花嫁さん

「潮来花嫁さん」の碑（茨城県潮来市、水郷潮来あやめ園）

- そよ風道中 - ドラマ『琴姫七変化』（読売テレビ）の主題歌
- 潮来の雨
- 木曽の花嫁さん
- 下田夜曲
- 相惚れ道中 - 俳優の勝新太郎とのデュエット
- 船頭可愛や
- ひなげし小唄
- オホーツクの海
- しあわせだから
- おんな無法松

## NHK紅白歌合戦出場歴
| 年度/放送回               | 曲目           | 対戦相手 |
| ------------------------- | -------------- | -------- |
| 1960年（昭和35年）/第11回 | 潮来花嫁さん   | 橋幸夫   |
| 1961年（昭和36年）/第12回 | 木曽の花嫁さん | 三浦洸一 |

## 主なテレビ番組
- 金曜メガTV「私の心の歌 思い出のヒットパレードPART2」（フジテレビ、1997年3月14日）
- 徳光和夫の感動再会"逢いたい"（TBS、2008年10月30日）
- NHK歌謡コンサート（NHK総合、2009年4月7日）